# Plagiozopelma flavipodex
Plagiozopelma flavipodex är en tvåvingeart som först beskrevs av Becker 1922.  Plagiozopelma flavipodex ingår i släktet Plagiozopelma och familjen styltflugor. Inga underarter finns listade i Catalogue of Life.